# Аль-Аділь I Ахмад ібн Аюб
Аль-Аділь I Сайф ад-Дін Абу Бакр Ахмад ібн Наджм ад-Дін (араб. الملك العادل سيفأبو بكر بن أيوب) (1145–1218) — четвертий єгипетський султан з династії Аюбідів. На заході був відомий під своїм лакабом Сайф ад-Дін («Меч Віри»), видозміненим на Сафадин. Бувши обдарованим та ефективним адміністратором й організатором, надав рішучу військову та політичну підтримку походам свого брата Салах ад-Діна. Упродовж власного правління зберігав цілісність і міць держави Аюбідів.

## Життєпис

### Ранні роки
Був сином Наджм ад-Діна Аюба та молодшим братом Салах ад-Діна. Народився у червні 1145 року, можливо, у Дамаску. Був офіцером в армії Нур ад-Діна Зенгі під час третього й останнього походу свого дядька Ширкуха на Єгипет (1168–1169). Після смерті Нур ад-Діна 1174 року аль-Аділь правив Єгиптом від імені свого брата Салах ад-Діна й мобілізував величезні ресурси країни на підтримку кампанії брата в Сирії та його війни проти хрестоносців (1175–1183). Був губернатором (еміром) Алеппо (1183–1186), але повернувся, щоб керувати Єгиптом під час Третього хрестового походу (1186–1192). Як губернатор північних провінцій (1192–1193) після смерті Салах ад-Діна, придушив повстання Ізз аль-Діна у Мосулі (березень 1193), а також став губернатором Дамаска.

### Боротьба за спадщину Салах ад-Діна
Ключовим питанням у родині Аюбідів після смерті Салах ад-Діна було питання про те, чи мала влада залишатись у руках синів Салах ад-Діна, чи ж могла бути передана за принципом старшинства, тобто аль-Аділю. Салах ад-Дін за життя зажадав від усіх емірів присягнути його сину аль-Афдалю, але після смерті султана дехто з його синів не визнав владу аль-Афдаля. У подальших суперечках аль-Аділь часто опинявся у становищі добросовісного посередника між аль-Афдалем та його братом аль-Азізом, намагаючись зберегти мир. Зрештою аль-Аділь дійшов висновку, що аль-Афдаль нездатний правити державою, й він підтримав аль-Азіза. Аль-Афдаль був вигнаний. Смерть аль-Азіза 1198 року після падіння з коня на полюванні відновила династичні суперечки. Аль-Афдаль був запрошений назад до Єгипту, щоб бути регентом при 12-річному наступникові аль-Азіза аль-Мансурі. Аль-Афдаль об'єднався з братом аз-Захіром, щоб спробувати вигнати аль-Аділя з Дамаска. Незважаючи на невдалу оборону Дамаска (1199 рік), аль-Аділь розбив аль-Афдаля в битві при Більбейсі у січні 1200 року. Під час подальшого розбрату аль-Аділь зміг перемогти своїх родичів, що виступали проти нього у різних комбінаціях, і зрештою 1201 року був визнаний султаном.

### Правління
Після своєї перемоги аль-Аділь був проголошений султаном і мудро правив Єгиптом і Сирією упродовж майже двох десятиліть. Сприяв торгівлі, підтримував гарні стосунки з державами хрестоносців (1200–1217 роки). Значну допомогу в управлінні державою йому надавав син аль-Каміль.
Царювання аль-Аділя в цілому було спрямовано на консолідацію, а не на розширення. Султану вже було майже 60 років, і до того часу країна майже постійно перебувала у стані війни. Його головним завданням було відновлення султанської казни, що була майже спустошена через активне будівництво його брата аль-Мансура, війни з хрестоносцями й боротьби всередині самої династії. Аль-Аділь провів реформи валюти й оподаткування. Про ефективність тих заходів можна судити за відносно швидким відновленням Єгипту після землетрусу 1200 року й розливів Нілу між 1199 і 1202 роками. Посуха й голод загрожували важкими наслідками, але низка заходів, включаючи відрядження солдат на земляні роботи, дозволили султану забезпечити соціальну й політичну стабільність, а також економічне відновлення.
Протидія новому хрестовому походу була другим головним завданням аль-Аділя. З цією метою він закликав розширити торгівлю з європейськими державами, розраховуючи, що якщо торгові міста Середземномор'я будуть зацікавлені у мирній торгівлі, вони будуть менш схильними до підтримки нового хрестового походу. Але такі розрахунки були зруйновані морськими рейдами хрестоносців на Розетту (1204 рік) та Дам'єтту (1211 рік).
Третя проблема султана полягала в тому, щоб підтримувати свою гегемонію в областях Аюбідів, не залучаючи силу. Він виявився досвідченим дипломатом і зміг уникнути будь-яких сутичок після 1201 року. Особливе значення мав шлюб його дочки Дайфи Хатун і сина Салах ад-Діна Аз-Захіра Газі (1212 рік), що ознаменував кінець суперництва між двома гілками роду. Аль-Аділь також провів відновлення укріплень у своїх володіннях, і масивна цитадель Дамаска стала одним з його найбільш помітних досягнень у цьому сенсі.
Територіальні амбіції аль-Аділя зосереджувались далеко від основних центрів держави Аюбідів, переважно у південній Анатолії та північному Іраку. Йому вдалось зайняти значну частину колишніх володінь Зангідів, окрім Мосула й Сінджара, а також околиці озера Ван. Він захопив Ахлат 1207 року та зруйнував державу Шах-Арменідів.

## Смерть і спадщина
Одним з основних об'єктів зовнішньої політики аль-Аділя була спроба уникнути початку нового хрестового походу. Однак у вересні 1217 року нова армія хрестоносців висадилася в Акрі. Аль-Аділь був абсолютно не готовий до такого нападу й, незважаючи на свій похилий вік, почав поспіхом збирати свої сили в Палестині, особисто очолив військо. Кампанія в Палестині не принесла йому жодного помітного успіху, а у серпні 1218 він отримав шокуючу звістку, що друга армія хрестоносців висадилась у Єгипті й атакувала Дам'єтту. Аль-Аділь захворів і помер під час цієї кампанії (серпень 1218). Йому спадкував його син аль-Каміль.
Правління аль-Аділя визначило розвиток держави Аюбідів на багато років вперед. Після нього титул султана залишився у руках представників старшої чоловічої лінії династії. Його нащадки контролювали землі від фортеці Маяфаріккін на крайньому північному сході Сирії до Єгипту.